# Gmina zbiorowa Bevensen
Gmina zbiorowa Bevensen (niem. Samtgemeinde Bevensen) – dawna gmina zbiorowa położona w niemieckim kraju związkowym Dolna Saksonia, w powiecie Uelzen. Siedziba administracji gminy zbiorowej znajdowała się w mieście Bad Bevensen.
1 listopada 2011 gmina zbiorowa została połączona z gminą zbiorową Altes Amt Ebstorf tworząc nową gminę zbiorową Bevensen-Ebstorf.

## Podział administracyjny
Do gminy zbiorowej Bevensen należało osiem gmin, w tym jedno miasto:
1. Altenmedingen
2. Bad Bevensen
3. Barum
4. Emmendorf
5. Himbergen
6. Jelmstorf
7. Römstedt
8. Weste